# Cabofolia
Cabofolia é uma micareta realizada em Cabo Frio, Brasil, sempre no mês de janeiro, reunindo turistas e foliões. Conhecida como um dos maiores carnavais dentro do estado do Rio de Janeiro.
Começou a ser realizada em 1998, tendo sua data alterada pela primeira vez em 2013.Ainda assim, no ano seguinte, era a responsável por aquecer o setor hoteleiro da cidade. Sua 16ª edição, naquele ano, contou com shows de artistas como Chiclete com Banana, Babado Novo, Cheiro de Amo e Jorge e Mateus.. Em janeiro de 2022 Cabofolia voltará tendo o cantor Tuca Fernandes como embaixador do evento. 